# Ulrich Thein
Ulrich Thein (* 7. April 1930 in Braunschweig; † 21. Juni 1995 in Berlin) war ein deutscher Schauspieler, Regisseur, Drehbuchautor, Synchron- und Hörspielsprecher.

## Leben und Karriere
Der Sohn eines Theaterkapellmeisters wuchs unter schwierigen Bedingungen auf. Sein Vater starb im Jahr 1934 und seine Mutter Else Thein musste ihn und seine beiden älteren Brüder fortan allein ernähren.
Nach dem Abitur studierte Thein Musik (Harfe, Klavier). Nebenbei nahm er Schauspielunterricht und bekam ein Engagement am Staatstheater Braunschweig. Im Jahr 1951 siedelte er in die DDR über und bekam seine ersten Rollen als jüngstes Mitglied des Deutschen Theaters in Berlin, wo er bis 1963 blieb. Daneben spielte er am Berliner Theater der Freundschaft, das heutige Theater an der Parkaue und war dann Darsteller und Regisseur am Theater der Bergarbeiter Senftenberg.
Ab 1952 spielte er zahlreiche Hauptrollen in Filmen von Martin Hellberg, Gerhard Klein, Günter Reisch, Frank Beyer und Konrad Wolf. In Spur in die Nacht war er 1957 an der Filmmusik beteiligt; er komponierte den Fuchsbau-Boogie. 1963 schrieb er erstmals das Buch zu einem Fernsehfilm, den er auch inszenierte (Der andere neben dir).
Thein blieb für anderthalb Jahrzehnte einer der erfolgreichsten Fernsehregisseure der DDR, der sich immer wieder wichtiger Gegenwartsthemen annahm, die er sorgsam und mit viel Gespür für das darstellerische Detail auf den Bildschirm brachte. Ab Ende der 1970er-Jahre trat Thein auch wieder als Fernsehschauspieler auf, so in der Reihe Polizeiruf 110 und in den Hauptrollen biographischer Filme, beispielsweise in Martin Luther und in Johann Sebastian Bach.
Im Jahr 1986 wurde Thein Mitglied der Akademie der Künste der DDR, aus der er 1991 aus Protest gegen die Modalitäten der Vereinigung von Ost- und West-Akademie austrat. Nach der Absetzung des Deutschen Fernsehfunks (DFF) lehnte Thein viele triviale Angebote ab. Ab 1992 war er als Dozent an der Schauspielschule „Ernst Busch“ in Berlin tätig, wo er unter anderem zahlreiche Szenenstudien im Hauptfach Schauspiel erarbeitet hat.
Neben seiner Arbeit als Schauspieler und Regisseur war Thein auch Pianist und hat Lieder für seine Filme komponiert, so unter anderem auch das Rosenlied in Mensch, mein Papa. Thein war auch als Synchronsprecher tätig und lieh dabei unter anderem Claude Brasseur und Jens Okking seine Stimme.
Ulrich Thein war insgesamt fünfmal verheiratet, darunter mit Annekathrin Bürger, Renate Geißler, Franziska Troegner und Jana Brejchová. Thein hatte keine Kinder. Am 21. Juni 1995 starb Ulrich Thein nach schwerer Krankheit im Alter von 65 Jahren.
Sein schriftlicher Nachlass befindet sich im Archiv der Akademie der Künste Berlin.

## Theaterstücke
- 1948: Wie es Euch gefällt [von William Shakespeare] – (2. Page)
- 1950: Der Strom [von Max Halbe] – (als Jakob)
- 1950: Der Diener zweier Herren [von Carlo Goldoni] – (als Truffaldino)
- 1950: Robinson soll nicht sterben [von Friedrich Forster] – (als Jim Drinkwater)
- 1950: Das Käthchen von Heilbronn [von Heinrich von Kleist] – (als Köhlerjunge)
- 1950: Der Revisor [von Nikolai Gogol] – (als Mischka)
- 1951: Baller contra Baller [von Karl Veken] – (als Heinz)
- 1951: Was ihr wollt [von William Shakespeare] – (als Bedienter)
- 1951: Timur und sein Trupp [nach Arkadi Gaidar] – (als Timur)
- 1951: Egmont [von Johann Wolfgang von Goethe] – (als Ferdinand)
- 1952: Entscheidungen [von Heinar Kipphardt] – (als Alexander)
- 1952: Don Carlos [von Friedrich Schiller] – (als Page der Königin)
- 1952: Ein Polterabend [von Werner Bernhardy] – (als Schusterjunge)
- 1953: Fernamt … bitte melden! [von Konstantin Fjodorowitsch Issajew] – (als Begleiter)
- 1953: Prozeß Wedding [von Harald Hauser] – (als Runert)
- 1953: Shakespeare dringend gesucht [von Heinar Kipphardt] – (als Fridolin)
- 1953: Die Moorbande [von Horst Beseler] – (als Zadde)
- 1954: Hotelboy Ed Martin [von Albert Maltz] – (als Ed Martin)
- 1954: Viel Lärm um nichts [von William Shakespeare] – (als Claudio)
- 1954: Faust. Der Tragödie erster Teil [von Johann Wolfgang von Goethe] – (als Schüler)
- 1955: Die Dorfstraße [von Alfred Matusche] – (als Harmonikaspieler)
- 1955: Lützower [von Hedda Zinner] – (als Jörg)
- 1956: Der Aufstieg des Alois Piontek [von Heinar Kipphardt] – (als Mondenglanz)
- 1956: Columbus oder: Eröffnung des indischen Zeitalters [von Peter Hacks] – (als Tecue)
- 1956: Zum goldenen Anker [von Marcel Pagnol] – (als Marius)
- 1956: Die Schlacht bei Lobositz [von Peter Hacks] – (als Ulrich Braeker)
- 1958: Der Müller von Sanssouci [von Peter Hacks] – (als Nickel)
- 1958: Weh dem, der träumt [von Eduardo de Filippo] – (als Luigi)
- 1959: Neuland unterm Pflug [von Michail Scholochow] – (als Timofej Damaskow)
- 1959: Professor Mamlock [von Friedrich Wolf] – (als Kommunist Ernst)
- 1960: Wie er ihren Mann belog (Eine Warnung für Theaterbesucher) [von George Bernard Shaw] – (als Er)
- 1961: Eine Geschichte aus Irkutsk [von Alexej Arbusow] – (als Viktor Boizow)
- 1961: Mitternachtsmesse [von Peter Karvas] – (Regie)
- 1962: Die Sorgen und die Macht [von Peter Hacks] – (Regie)
- 1962: Wilhelm Tell [von Friedrich Schiller] – (als Melchthal)
- 1965: terra incognita [von Kuba, d. i. Kurt Barthel] – (als Bohrmeister Juri Ustinow)
- 1971: Haut oder Hemd [von Erik Neutsch] – (Regie)
- 1993: Kampf des Negers und der Hunde [von Bernard-Marie Koltès] – (als Horn)
- 1994: Moonys Kindchen weint nicht [von Tennessee Williams] – (Regie)

## Filmografie (Auswahl)
- 1952: Geheimakten Solvay
- 1953: Der König in Thule
- 1953: Eine Liebesgeschichte
- 1954: Alarm im Zirkus
- 1954: Der Fall Dr. Wagner
- 1954: Das Wirtschafts-Wunder
- 1955: Hotelboy Ed Martin
- 1955: Maryša (Fernsehfilm)
- 1956: Eine Berliner Romanze
- 1956: Thomas Müntzer – Ein Film deutscher Geschichte
- 1957: Spur in die Nacht (auch Komponist)
- 1957: Schlösser und Katen
- 1958: Golden Boy
- 1958: Sie kannten sich alle
- 1958: Das Lied der Matrosen
- 1959: Ehesache Lorenz
- 1959: Etüde für Kontrabaß
- 1959: Maria Stuart (Studioaufzeichnung)
- 1959: SAS 181 antwortet nicht
- 1959: Sensation in Glückstal
- 1960: Fünf Patronenhülsen
- 1960: Revolte der Gefühle
- 1961: Septemberliebe
- 1961: Der Traum des Hauptmann Loy
- 1961: Professor Mamlock
- 1962: Der Vierte
- 1962: Zum goldenen Anker
- 1962: Fanny
- 1962: Rue Paradies
- 1962: Königskinder
- 1962: … und deine Liebe auch
- 1963: Der andere neben dir (nur Regie, Drehbuch)
- 1963: Die Glatzkopfbande
- 1963: Jetzt und in der Stunde meines Todes
- 1964: Das Mädchen aus dem Dschungel
- 1964: Titel hab’ ich noch nicht (nur Regie, Drehbuch)
- 1964: Glasmenagerie
- 1965: Chronik eines Mordes
- 1966: Columbus 64 (nur Regie, Drehbuch)
- 1967: Geschichten jener Nacht (Episode 2:Regie, Drehbuch; Episode 3: Schauspieler)
- 1968: Mitten im kalten Winter (nur Regie, Drehbuch)
- 1969: Das siebente Jahr
- 1969: Unbekannte Bürger (nur Regie, Drehbuch)
- 1971: Salut Germain (Ein Deutscher im besetzten Frankreich)
- 1972: Jule – Julia – Juliane. Stationen einer jungen Frau (auch Regie, Drehbuch)
- 1975: Broddi (nur Regie, Drehbuch)
- 1976: Ein altes Modell (nur Regie, Drehbuch)
- 1977: Polizeiruf 110: Die Abrechnung (TV-Reihe)
- 1978: Anton der Zauberer
- 1979: Die Matrosen von Cattaro
- 1979: Tull
- 1980: Dach überm Kopf (nur Regie, Drehbuch)
- 1980: Der Direktor
- 1981: Polizeiruf 110: Der Teufel hat den Schnaps gemacht (TV-Reihe)
- 1981: Polizeiruf 110: Trüffeljagd (TV-Reihe)
- 1982: Romanze mit Amélie (nur Regie, Drehbuch)
- 1983: Martin Luther
- 1984: Johann Sebastian Bach
- 1986: Treffpunkt Flughafen (Fernsehserie, 1 Folge)
- 1986: Die Weihnachtsklempner
- 1987: Liane
- 1988: Mit Leib und Seele
- 1988: Aufstand der Fischer von St. Barbara
- 1988: Mensch, mein Papa (auch Regie, Drehbuch, Musik)
- 1990: Wie ein Vogel im Schwarm
- 1990: Polizeiruf 110/Tatort: Unter Brüdern (TV-Reihe)
- 1991: Agentur Herz (Fernsehserie, auch Regie, Drehbuch, Musik)
- 1995: Blutige Spur

## Synchronisationen (Auswahl)
- 1953: (Ungarn) – Die Bewährung (als Imre)
- 1953: (ČSR) – Morgen tanzt die ganze Welt (als Lojza)
- 1954: (SU) – Im fernen Hafen (als Leutnant Plerkuscha)
- 1955: (SU) – Die Tigerbändigerin (als Pjotr Mokin)
- 1955: (BG) – Lied vom Menschen [Das Leben des bulgarischen Dichters Nikola Wapzarow] – (als Pawel)
- 1955: (SU) – Der Weltmeister (als Serjosha Odinzow)
- 1956: (SU) – Das Schicksal des Trommlers (als Jurka)
- 1956: (SU) – Der Sohn (als Andrej Gorjajew)
- 1956: (Ungarn) – Julika mit der Stupsnase (als Arbeiter Marci Kincse)
- 1956: (JUG) – Ivo, der Mönch (als Bakonja [Ivo Jerkovic])
- 1956: (ČSR/BG) – Der falsche Prinz (als Labakan)
- 1956: (PL) – 3 Starts (als Lesniak)
- 1956: (PL) – Der Mann ohne Gesicht (als Mikula)
- 1956: (SU) – Wanja, das geht zu weit! (als Wanja [Iwan Browkin])
- 1956: (JUG) – Melodie im Frühling (als Abiturient Sandi)
- 1956: (ČSR) – Verbrechen am Windberg (als Geologe Vojta)
- 1957: (SU) – Viel Lärm um Maxim (als Maxim Perepeliza)
- 1957: (ČSR) – Der Schuß im Morgengrauen (als Tomáš Benda)
- 1957: (SU) – Wie der Stahl gehärtet wurde (als Franz Klawitschek)
- 1958: (SU) – Wanja erobert Neuland (als Wanja [Iwan Browkin])
- 1958: (SU) – Die Straße ist voller Überraschungen (als Wassja Schaneschkin)
- 1958: (SU) – Immer wenn es Tag wird (als Washa)
- 1959: (SU) – Nachts auf der Landstraße (als Kyrill Woronow)
- 1959: (F/I) – Wiesenstraße 10 (als Loulou [Louis Neveux])
- 1960: (I/F) – Rocco und seine Brüder (als Simone)
- 1960: (ČSSR) – Die weiße Spange (als Pavel)
- 1964: (SU) – Die Lebenden und die Toten [Roman von Konstantin Simonow] – (als Iwan Sinzow)
- 1965: (SU) – Das Gesetz der Väter (als Torgwai)
- 1966: (H) – Licht hinterm Vorhang (als Geza Tordai)
- 1972: (DK) – Die Olsenbande und ihr großer Coup (als Tellerwäscher)
- 1976: (SU) – Ich bitte ums Wort (als Fedja)

## Hörspiele
- 1958: Anna und Friedrich Schlotterbeck: S.M.S. Prinzregent Luitpold (Heinz Semmel) – Regie: Theodor Popp (Rundfunk der DDR)
- 1960: Wolfgang Beck/Walter Karl Schweickert: Erich währt am längsten (Erich) – Regie: Wolfgang Brunecker (Hörspiel – Rundfunk der DDR)
- 1967: Gerhard Stübe: John Reed. Dramatische Chronik in drei Teilen (John Reed) – Regie: Fritz Göhler (Hörspiel – Rundfunk der DDR)
- 1978: Helmut Bez: Jutta oder die Kinder von Damutz – Regie: Fritz Göhler (Hörspiel – Rundfunk der DDR)
- 1986: Horst Matthies: Filmriß – Regie: Werner Grunow (Hörspiel – Rundfunk der DDR)[12]

## Preise und Auszeichnungen
- 1961: Von den Lesern des „Filmspiegels“ neben Günther Simon und Stefan Lisewski zum beliebtesten Schauspieler des Jahres gewählt
- 1962: Von den Lesern des „Filmspiegels“ neben Christel Bodenstein, Angelica Domröse, Annekathrin Bürger, Manfred Krug und Jürgen Frohriep zum zweiten Mal zum beliebtesten Schauspieler des Jahres gewählt
- 1963: Kunstpreis des FDGB für „Der andere neben dir“
- 1969: Kunstpreis der DDR für „Unbekannte Bürger“
- 1973: Nationalpreis der DDR III. Klasse
- 1979: Heinrich-Greif-Preis I. Klasse im Kollektiv für „Anton der Zauberer“
- 1979: Darstellerpreis des Internationalen Filmfestivals in Moskau für „Anton der Zauberer“
- 1980: Darstellerpreis des Nationalen Spielfilmfestivals der DDR in Karl-Marx-Stadt für „Anton der Zauberer“
- 1980: Goethepreis der Stadt Berlin im Kollektiv für „Dach überm Kopf“
- 1984: Kunstpreis der DDR für Darstellung in „Martin Luther“
- 1984: Kritikerpreis ’84 „Die große Klappe“ im Kollektiv für „Martin Luther“ (bester Fernsehfilm der DDR 1983)
- 1985: Goldener Lorbeer für Darstellung in „Johann Sebastian Bach“ vom staatlichen Komitee für Fernsehen beim Ministerrat der DDR
- 1985: Nationalpreis der DDR I. Klasse
- 1986: Darstellerpreis des Magyar Televizio Elnöksége, Budapest, für „Johann Sebastian Bach“
- 1987: Goldener Lorbeer für hervorragende Schauspielerleistung in „Die Weihnachtsklempner“